# Ford Escort
Ford Escort är en bilmodell, tillverkad i sex olika generationer av Ford mellan 1968 och 2000. Namnet Escort användes av Ford redan 1955–1959 för kombimodellen av Ford Anglia, men först 1968 kom en egen modell med namnet Ford Escort.
Escorten var ursprungligen avsedd för den europeiska marknaden som en ersättningsprodukt för Ford Anglia och debuterade i Europa 1968. Ford Escort ersattes i sin tur i sitt segment av Ford Focus.

## Mk I (1968-1974)
Den första generationen rullade ut från Fords Dagenhamfabrik i England 1967 och kom att kallas "hundbenet" på grund av kylargrillens karakteristiska form. Mk I - vilket var det officiella namnet - tillverkades till årsmodell 1974.

### Twin Cam
Twin Cam-modellen var den första tävlingsversionen av Escort. Den presenterades redan under modellens första år 1968. Den hade samma Lotusmotor som Lotus Cortinan och övertog rollen från denna som Fords officiella tävlingsbil.
Bilen användes främst inom rally, där den dominerade säsongerna 1968 till 1970. Den kördes även inom standardbilsracing, innan den efterträddes av Capri RS.
Tillverkningen uppgick till 1 263 exemplar.

### Mexico
1970 kördes ett rally mellan London och Mexico City, i samband med fotbolls-VM. Ford valde i detta långdistansrally att tävla med bilar med trimmade standardmotorer. Rallyt blev en stor framgång för Ford, med Hannu Mikkola och kartläsaren Gunnar Palm på första plats. Ytterligare fyra Escorter kom in bland de åtta främsta.
I slutet av 1970 introducerade Ford en ny modell, kallad Mexico, efter rallyt. Bilen var identisk med tävlingsversionen RS1600, bortsett från motorn som kom från Cortina GT. Detta gjorde bilen användbar för vardagsbruk och Ford sålde 9 382 bilar.

### RS1600
Ford satte upp sin Rallye Sport (RS)-avdelning i slutet av sextiotalet. Speciella RS-handlare försåg sina kunder med delar som, beroende på budget och ambitionsnivå, räckte för lokala klubbtävlingar eller internationella stortävlingar.
Från 1970 sålde RS-handlarna en komplett bil, RS1600, som ersatte Twin Cam-modellen. Bilen hade en ny motor, utvecklad av Cosworth, med dubbla överliggande kamaxlar och fyra ventiler per cylinder. Gatversionen hade en 1600 cc-motor, men kunden kunde välja större motorer på 1800 eller 2000 cc, i olika trimningsgrader. Förutom Fords eget fabriksteam användes bilen av privatförare i rallytävlingar på alla nivåer och tillverkningen uppgick till 947 exemplar.

### RS2000
I juni 1973 tillkom RS2000 till serien. Bilen hade en tvåliters Pinto-motor med enkel överliggande kamaxel, från de större modellerna Cortina och Granada. Den stora motorn gav nästan lika bra prestanda som Cosworth-motorn i RS1600, men med vardagsnormala service- och underhållsbehov som en Mexico.
Versioner:
| Modell   | Årsmodell | Motor                   | Cylindervolym | Effekt | Bränslesystem    |
| -------- | --------- | ----------------------- | ------------- | ------ | ---------------- |
| Twin Cam | 1968-70   | 4-cyl radmotor DOHC 8v  | 1558 cm³      | 105 hk | Dubbla förgasare |
| Mexico   | 1970-74   | 4-cyl radmotor ohv 8v   | 1598 cm³      | 86 hk  | Enkel förgasare  |
| RS1600   | 1970-74   | 4-cyl radmotor DOHC 16v | 1599 cm³      | 120 hk | Dubbla förgasare |
| RS2000   | 1973-74   | 4-cyl radmotor SOHC 8v  | 1993 cm³      | 100 hk | Enkel förgasare  |

## Mk II (1975-1980)
Den andra generationen känns igen med sina lite stramare linjer och rak grill i fronten. Karossvarianterna var som hos föregångaren; en två- eller fyradörrars sedan och en tredörrars kombi. Den fanns med ett flertal motoralternativ. Den fanns 1975 bara som 1300 på den svenska marknaden, men 1976 kom också en 1600, fast då med avgasrening. Denna generation kallas ibland "tyska Escorten", eftersom de bilar som exporterades till bland annat Sverige tillverkades i Tyskland, medan Mk I-bilarna hade tillverkats i England.

### Mexico
Mexico Mk II hade en ny motor med enkel överliggande kamaxel. Bilen sålde inte alls så bra som företrädaren. Kunder som ville ha en sportig vardagsbil valde hellre den större och mindre hårdtrimmade RS2000 och modellen försvann redan 1978, efter cirka 2 500 tillverkade bilar.

### RS1800
RS1800 tog vid som Fords officiella rallybil. Runt 110 bilar byggdes mellan 1975 och 1977. Cirka 20 av dem såldes för gatubruk, resten användes som tävlingsbilar.
Björn Waldegård blev rallysportens förste världsmästare 1979 med en RS1800. Även tvåan Hannu Mikkola körde Escort. 1981 blev Ari Vatanen världsmästare för Ford.

### RS2000
Även RS2000 återkom i Mk II-form. Motorn var lite starkare än tidigare och RS-handlarna erbjöd mer trimdelar till intresserade kunder. Bilen utmärkte sig med sin unika front med dubbla strålkastare.
Versioner:
| Modell | Årsmodell | Motor                   | Cylindervolym | Effekt | Bränslesystem    |
| ------ | --------- | ----------------------- | ------------- | ------ | ---------------- |
| Mexico | 1975-78   | 4-cyl radmotor SOHC 8v  | 1593 cm³      | 95 hk  | Enkel förgasare  |
| RS1800 | 1975-77   | 4-cyl radmotor DOHC 16v | 1835 cm³      | 115 hk | Dubbla förgasare |
| RS2000 | 1976-80   | 4-cyl radmotor SOHC 8v  | 1993 cm³      | 110 hk | Enkel förgasare  |

## Mk III (1980-1986)
Den tredje generationen (Mk III) var en helt ny bil. Detta blev Escortens första framhjulsdrivna modell. Den byggdes oftast med halvkombikaross och hade raka linjer, fanns även som sedan, och på vissa marknader även som kombi. Halvkombin sålde mycket bra och ökade Fords marknadsandel i Sverige inom segmentet. Sedanmodellen kallades från början inte Escort utan såldes under namnet Orion. Kombi-varianten såldes på den svenska marknaden, men är ändå ovanlig med svenska registreringsplåtar. I Sverige fanns flera motoralternativ: två förgasarmotorer på antingen 1300 cc, 60 hk, eller 1600 cc, 79 hk, och en insprutningsmotor på 1600 cc, 105 hk. 1300 cc-motorn var dock ovanlig i Sverige. Vissa modeller tillverkade i Brasilien hade 1300 cc och 1600 cc motorer, ursprungligen från Renault. 

### L, GL, GLS och Ghia

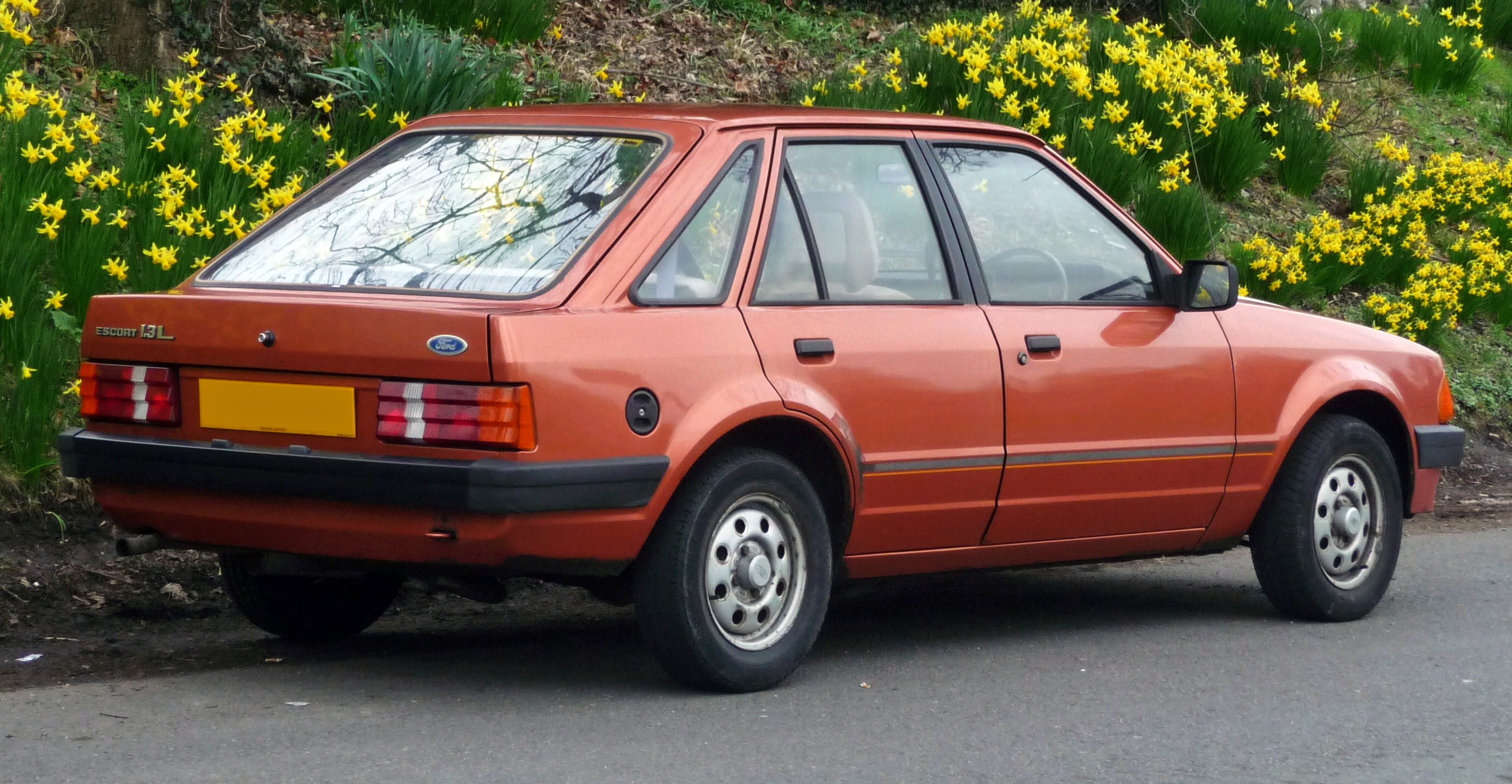
1982 Escort 1.3L femdörrars

För vardagsbilisten, så fanns Escort Mk III ursprungligen i två modeller, L och GL. Efter något år utökades modellutbudet med GLS och senare även Ghia. Alla dessa fyra modeller hade vanligen samma 1597 cc motor, med förgasare och 8 ventiler. Cylinderdiametern var 80 mm och slaglängden 79,5 mm. Motorn gav 79 hk vid 5 800 rpm, max vridmoment var 125 Nm vid 3 000 rpm. Alla fyra modellerna fanns med 3 eller 5 dörrar, skillnaderna mellan de olika modellerna var i huvudsak kosmetiskt, L och GL var enklast utrustade, GLS hade lättmetallfälgar som standard, medan Ghia versionen hade några extra kromlister runt strålkastare och bakljus, en smal ädelträlist inlagt i dörrens insida och en digital klocka monterad i taket, bredvid backspegeln.

### LX, LX-0
År 1983 slopades L-modellen, i stället tog dåvarande generalagenten Ostermans hem en billig instegsmodell, byggd i Brasilien. Modellen kallades för LX, den fanns med antingen 1300 cc, 50 hk, eller 1600 cc motor, 66 hk. Motorerna var försedda med en förgasare och manuell choke till skillnad från de tyskbyggda som hade automatchoke. Konstruktionen grundades på den motor som Renault använde bland annat i Renault 12. Det var en stötstångsmotor med rötterna i 60-talet, men Ford hade vidareutvecklat den och höjt effekten genomsett öka cylindervolymen. 
LX-motorerna var ursprungligen framtagna av Renault och hade dåligt rykte på grund av problem med de våta cylinderfodren. Detta berodde på att motorerna inte var gjorda för att köras på ren bensin utan på bensin med 10-20% etanolinblandning. Någon sådan fanns dock inte att tanka i Europa på den tiden så de som kände till detta kunde helt enkelt själva tillsätta etanol i bensinen och på så sätt undvika problemet. LX-modellen hade en annan, lägre utväxling så den lägre effekten märktes inte speciellt mycket vid start från rödljusen, dock vid omkörningar på landsväg så hamnade LX på efterkälken. 
Inredningen skilde sig från de bilar som tillverkades i Europa. Spontant upplevdes LX som lite mer ombonad än L-modellen som den ersatte, men den var sämre utrustad än de övriga modellerna i serien. Exteriört fanns en del smärre skillnader mot de tyska modellerna, en del metallemblem var ersatta med klisterdekaler. På en LX med tre dörrar kan man normalt öppna bakre sidorutan i bakkant. Det fanns även en modell benämnd LX-0, skillnaden mot vanliga LX var främst att LX-0 hade en annan front, med dubbla strålkastare. LX och LX-0 såldes bara under fyra år, 1983-86.

### XR3i
För den mer sportigt inriktade föraren erbjöd Ford en Escortmodell med en vassare motor, den kallades XR3i, och första året den fanns på den svenska marknaden var 1983. Motorn var i grunden samma som i de övriga tysktillverkade modellerna, den tvärställda 4-cylindriga 1600cc-motorn. I XR3i var dock förgasaren utbytt mot insprutning, och effekten därmed höjd till 105 hk.

### Cabriolet
Från 1984 såldes även en cabrioletmodell, första året endast med 79 hk motorn, men från år 1985 kunde man även välja 105 hk-motorn. Denna cabriolet är idag sällsynt i Sverige och har blivit lite av en entusiastbil, som betingar ett högre pris än senare modeller.
1990 kom en XR3i jubileumsmodell som var tillverkad av Karmann för att fira 100.000 tillverkade cabrioleter. Grått helskinn med röda och blå inlägg, elcab, elfönsterhissar, abs, RS-paket, elruta både fram och bak var standard. Kallades även "All Blue SE" på grund av den djupblåa metallicfärgen.

### RS1600i

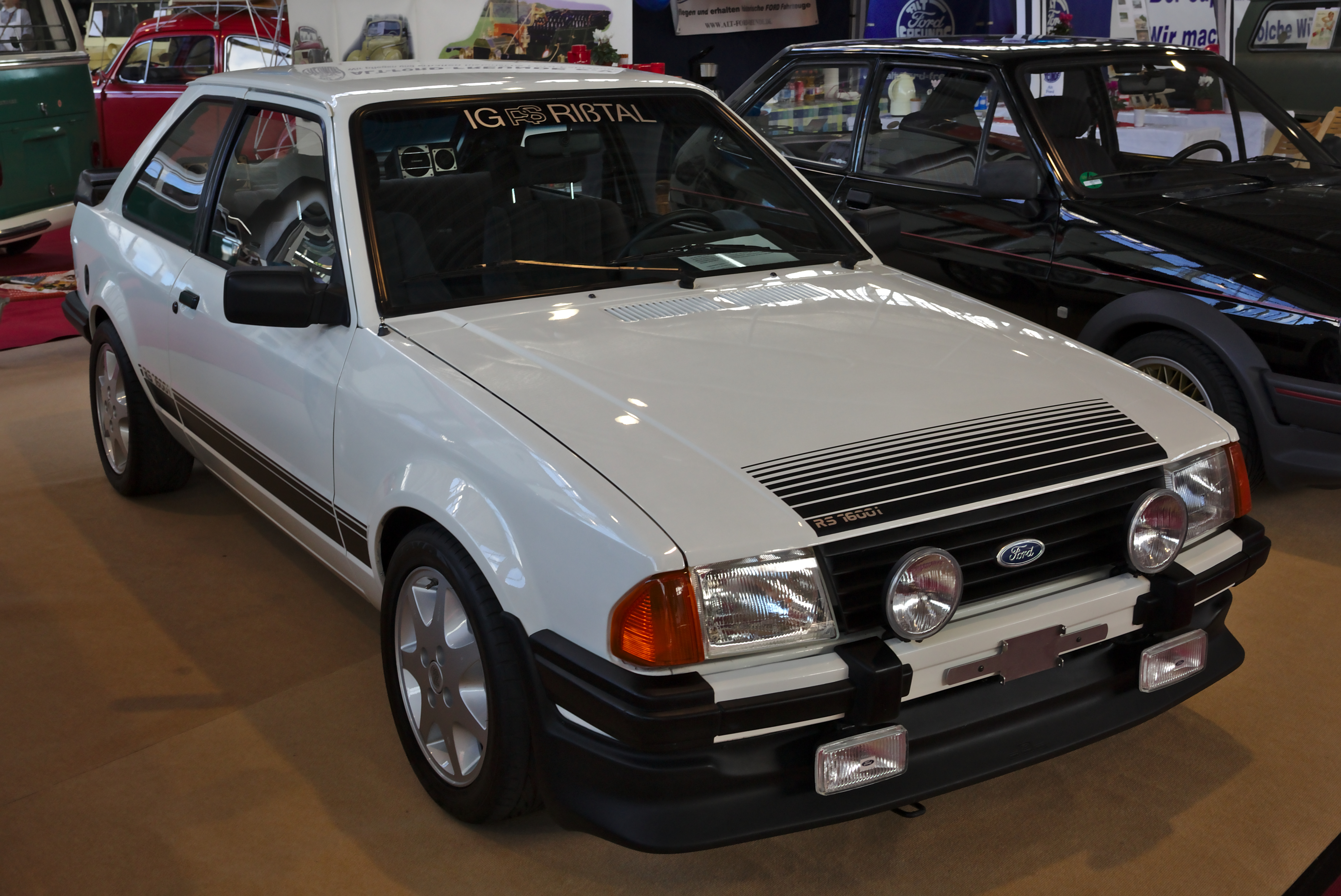
1983 Escort RS1600i

RS1600i var den första framhjulsdrivna RS-modellen och baserades på GTI-versionen XR3. RS-handlarna sålde delar till kunder som ville tävla med bilen. 
Tillverkningen uppgick till 8 659 exemplar.

### RS Turbo
RS1600-versionen ansågs tillföra alltför lite effekt, jämfört med XR3:an och därför ersattes den av RS Turbo. Motorn fick extra kraft, med hjälp av ett turboaggregat. Bilen var avsedd för homologering för tävlingsbruk.
Versioner:
| Modell   | Årsmodell | Motor                  | Cylindervolym | Effekt | Bränslesystem             |
| -------- | --------- | ---------------------- | ------------- | ------ | ------------------------- |
| RS1600i  | 1982-83   | 4-cyl radmotor SOHC 8v | 1597 cm³      | 115 hk | Bränsleinsprutning        |
| RS Turbo | 1984-86   | 4-cyl radmotor SOHC 8v | 1597 cm³      | 132 hk | Bränsleinsprutning, turbo |

## Mk IV (1986-1990)
1986 gjordes det en smärre ansiktslyftning och modellen fick ett modernare inre. Modellen kallades Mk IV. Sensommaren 1990 lades Ford Escort Mk IV ner.

### Escort I
Efter ansiktslyftningen så kallades Ford vardagsmodellen Escort I och nu marknadsfördes även kombi-varianten i Sverige. Den hade första året fortfarande samma 1300 cc och 1600 cc motorer som Mk III. I Sverige var katalytisk avgasrening på gång och 1987 presenterade Ford sin lösning på detta problem. Man tog helt enkelt motorn från XR3i, och monterade lambdasond, katalysator m.m. Effekten blev i och med detta reducerad till 90 hk. För årsmodellerna 1987 och 1988 fanns två motoralternativ, dels den förgasarförsedda motorn utan katalysator och den insprutningsförsedda som kunde fås antingen med eller utan katalysator. Från och med årsmodell 1989 var alla bilar som såldes i Sverige tvungna att ha katalysator. Därför försvann förgasarmotorn från den svenska marknaden vid årsskiftet 1988-1989 och ersattes istället av en mindre, katalysatorförsedd insprutningsmotor på 1400 cc.

### RS Turbo
RS Turbo Mk IV var mer avsedd för vardagsbruk än företrädaren och därför mer civiliserad, med mer utrustning och bättre byggkvalitet.

### Motorer
| Modell   | Årsmodell | Motor                  | Cylindervolym | Effekt     | Bränslesystem             |
| -------- | --------- | ---------------------- | ------------- | ---------- | ------------------------- |
| 1.1 *    | 1986-87   | 4-cyl radmotor ohv 8v  | 1117 cm³      | 50-54 hk   | Förgasare                 |
| 1.3      | 1986-88   | 4-cyl radmotor ohv 8v  | 1297 cm³      | 60-69 hk   | Förgasare                 |
| 1.4 *    | 1986-90   | 4-cyl radmotor SOHC 8v | 1392 cm³      | 73-75 hk   | Förgasare                 |
| 1.4i     | 1989-90   | 4-cyl radmotor SOHC 8v | 1392 cm³      | 73 hk      | Bränsleinsprutning        |
| 1.6      | 1986-88   | 4-cyl radmotor SOHC 8v | 1597 cm³      | 79 hk      | Förgasare                 |
| 1.6 *    | 1987-90   | 4-cyl radmotor SOHC 8v | 1597 cm³      | 90 hk      | Förgasare                 |
| 1.6i     | 1988-90   | 4-cyl radmotor SOHC 8v | 1597 cm³      | 90 hk      | Bränsleinsprutning        |
| XR3 *    | 1986      | 4-cyl radmotor SOHC 8v | 1597 cm³      | 96 hk      | Förgasare                 |
| XR3i     | 1986-88   | 4-cyl radmotor SOHC 8v | 1597 cm³      | 102-107 hk | Bränsleinsprutning        |
| RS1600i  | 1986      | 4-cyl radmotor SOHC 8v | 1597 cm³      | 115 hk     | Bränsleinsprutning        |
| RS Turbo | 1987-90   | 4-cyl radmotor SOHC 8v | 1597 cm³      | 132 hk     | Bränsleinsprutning, turbo |
| 1.6 D *  | 1986-88   | 4-cyl radmotor SOHC 8v | 1608 cm³      | 54 hk      | Dieselmotor               |
| 1.8 D *  | 1988-90   | 4-cyl radmotor SOHC 8v | 1753 cm³      | 60 hk      | Dieselmotor               |

(*)  Dessa motoralternativ marknadsfördes inte i Sverige och är därför mycket ovanliga i svenskregistrerade bilar.  

## Mk V (1990–1995)
Den femte generationen fick lite mjukare linjer. Från 1995 fick den dessutom lite rundare front. Även denna generation fanns som kombi, en version som blev populär.

### RS2000
RS2000 Mk V lanserades som en modern motsvarighet till sjuttiotalets RS2000. Motorn hämtades från Sierra/Scorpio, men försågs med ett nyutvecklat cylinderhuvud med dubbla överliggande kamaxlar och fyra ventiler per cylinder som gav 150 hk och 196 Nm. Liksom tidigare RS-bilar användes den flitigt för tävlingsbruk, inom rally och banracing.

### RS Cosworth
- Se under huvudartikeln: Ford Escort RS Cosworth.

Versioner:
| Modell      | Årsmodell | Motor                   | Cylindervolym | Effekt | Bränslesystem             |
| ----------- | --------- | ----------------------- | ------------- | ------ | ------------------------- |
| 1.3         | 1991-95   | 4-cyl radmotor OHV 8v   | 1299 cm³      | 60 hk  | Bränsleinsprutning        |
| 1.4         | 1991-95   | 4-cyl radmotor SOHC 8v  | 1392 cm³      | 71 hk  | Bränsleinsprutning        |
| 1.4         | 1994-95   | 4-cyl radmotor SOHC 8v  | 1391 cm³      | 75 hk  | Bränsleinsprutning        |
| 1.6         | 1991      | 4-cyl radmotor SOHC 8v  | 1597 cm³      | 105 hk | Bränsleinsprutning        |
| 1.6         | 1992-95   | 4-cyl radmotor DOHC 16v | 1597 cm³      | 90 hk  | Bränsleinsprutning        |
| 1.8         | 1992-95   | 4-cyl radmotor DOHC 16v | 1796 cm³      | 105 hk | Bränsleinsprutning        |
| XR3i        | 1992-95   | 4-cyl radmotor DOHC 16v | 1796 cm³      | 130 hk | Bränsleinsprutning        |
| RS2000      | 1991-95   | 4-cyl radmotor DOHC 16v | 1998 cm³      | 150 hk | Bränsleinsprutning        |
| RS Cosworth | 1992-95   | 4-cyl radmotor DOHC 16v | 1993 cm³      | 227 hk | Bränsleinsprutning, turbo |
| 1.8 D       | 1991-95   | 4-cyl radmotor SOHC 8v  | 1753 cm³      | 60 hk  | Dieselmotor               |
| 1.8 TD      | 1994-95   | 4-cyl radmotor SOHC 8v  | 1753 cm³      | 90 hk  | Turbodiesel               |

## Mk VI (1995-2000)
Bilen fick en betydligt rundare front och motorn uppgraderades för att klara avgaskraven. Även denna generations storsäljare var kombin, men även modellen combicoupé sålde bra.

### RS2000
RS2000 Mk VI tillverkades endast i 412 exemplar (varav 52 vänsterstyrda) innan produktionen lades ner 1996.

### RS Cosworth
- Se under huvudartikeln: Ford Escort RS Cosworth.

### Motorer
| Modell      | Årsmodell | Motor                   | Cylindervolym | Effekt | Bränslesystem             |
| ----------- | --------- | ----------------------- | ------------- | ------ | ------------------------- |
| 1.3         | 1996-98   | 4-cyl radmotor OHV 8v   | 1299 cm³      | 60 hk  | Bränsleinsprutning        |
| 1.4         | 1996-98   | 4-cyl radmotor SOHC 8v  | 1391 cm³      | 75 hk  | Bränsleinsprutning        |
| 1.6         | 1996-00   | 4-cyl radmotor DOHC 16v | 1597 cm³      | 90 hk  | Bränsleinsprutning        |
| 1.8         | 1997-98   | 4-cyl radmotor DOHC 16v | 1796 cm³      | 116 hk | Bränsleinsprutning        |
| RS2000      | 1996      | 4-cyl radmotor DOHC 16v | 1998 cm³      | 150 hk | Bränsleinsprutning        |
| RS Cosworth | 1996      | 4-cyl radmotor DOHC 16v | 1993 cm³      | 227 hk | Bränsleinsprutning, turbo |
| 1.8 D       | 1996-98   | 4-cyl radmotor SOHC 8v  | 1753 cm³      | 60 hk  | Dieselmotor               |
| 1.8 TD      | 1996-98   | 4-cyl radmotor SOHC 8v  | 1753 cm³      | 69 hk  | Turbodiesel               |
| 1.8 TD      | 1996-00   | 4-cyl radmotor SOHC 8v  | 1753 cm³      | 90 hk  | Turbodiesel               |

## Amerikansk marknad

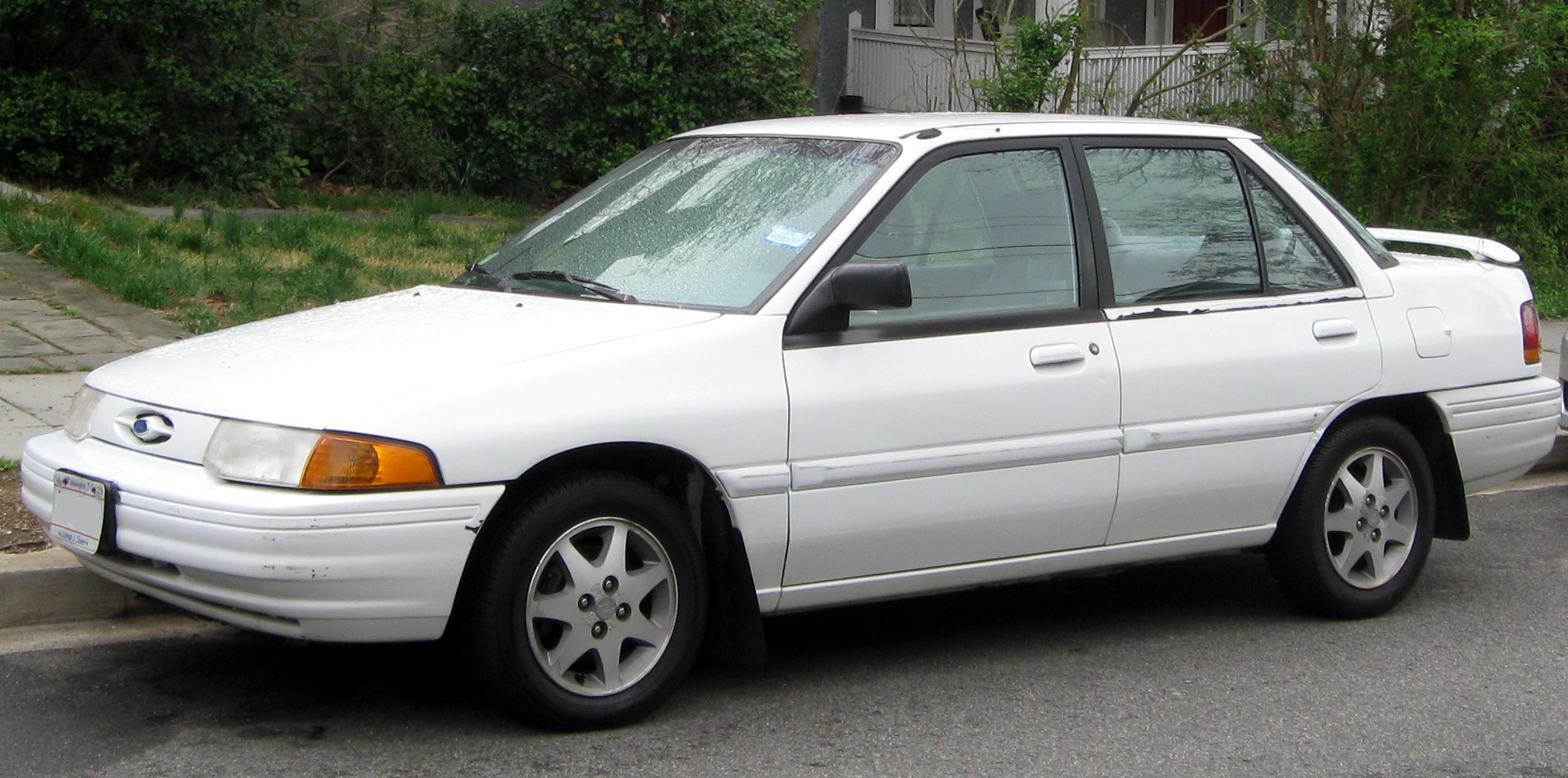
USA Ford Escort 1995

Amerika fick sin första Escortmodell först 1981, då Ford behövde en ersättningsmodell för sin Ford Pinto. Den första modellen var en variant av den tredje generationens europeiska Escort, men sedan tidigt 1990-tal har det varit egna modeller med teknik från Mazda 323. Modellen avlöstes även i Nordamerika av Ford Focus i början av 2000-talet.

## Kinesisk marknad

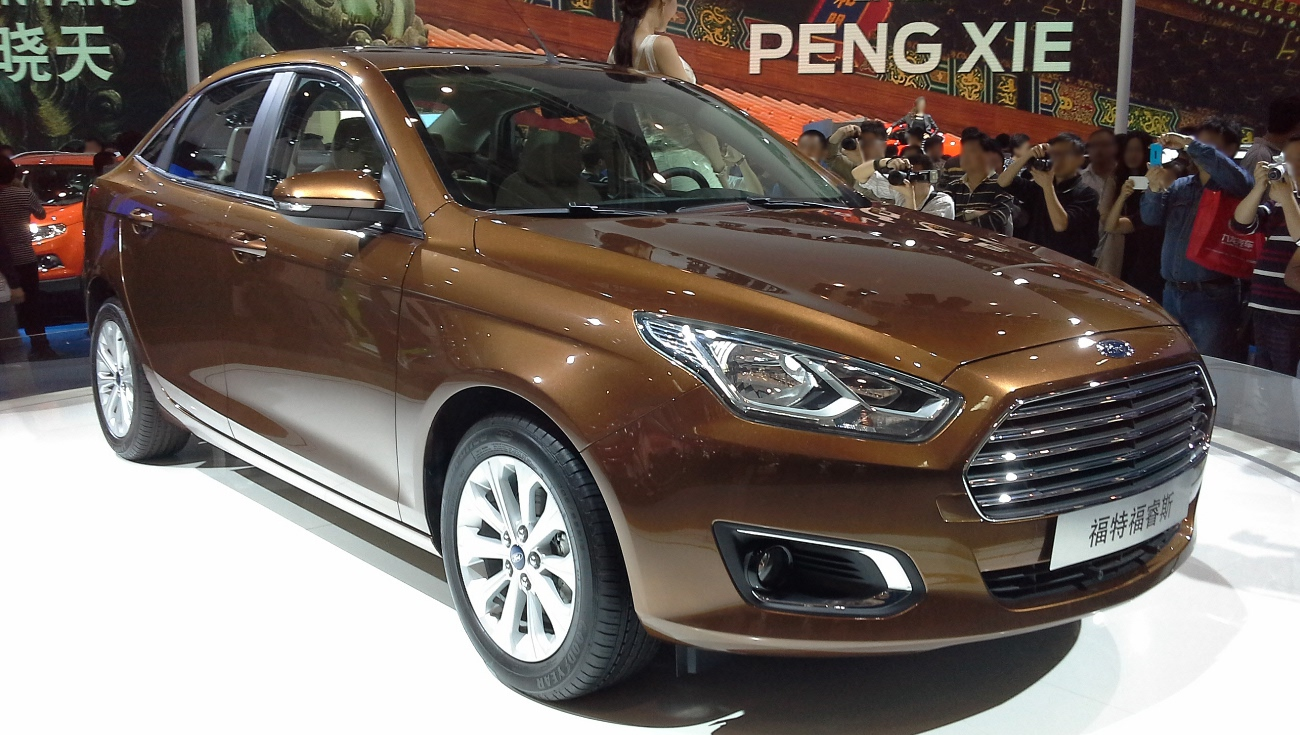
Kinesisk Ford Escort 2014

2014 återupplivade Ford namnet Escort på en sedanmodell som tillverkas för den kinesiska marknaden av samarbetspartnern Chang'an Motors .

## Bilder

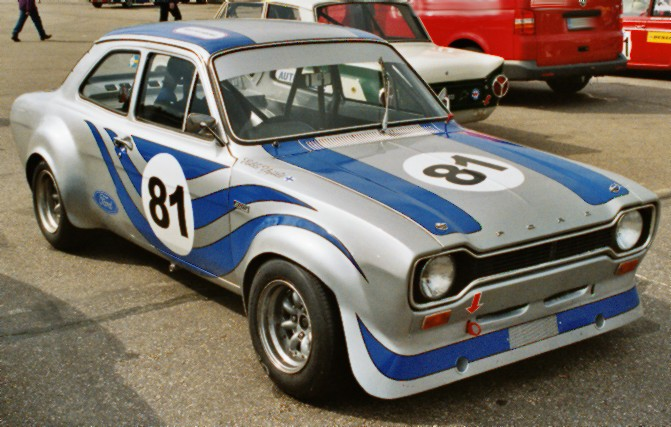
Mk I RS1600
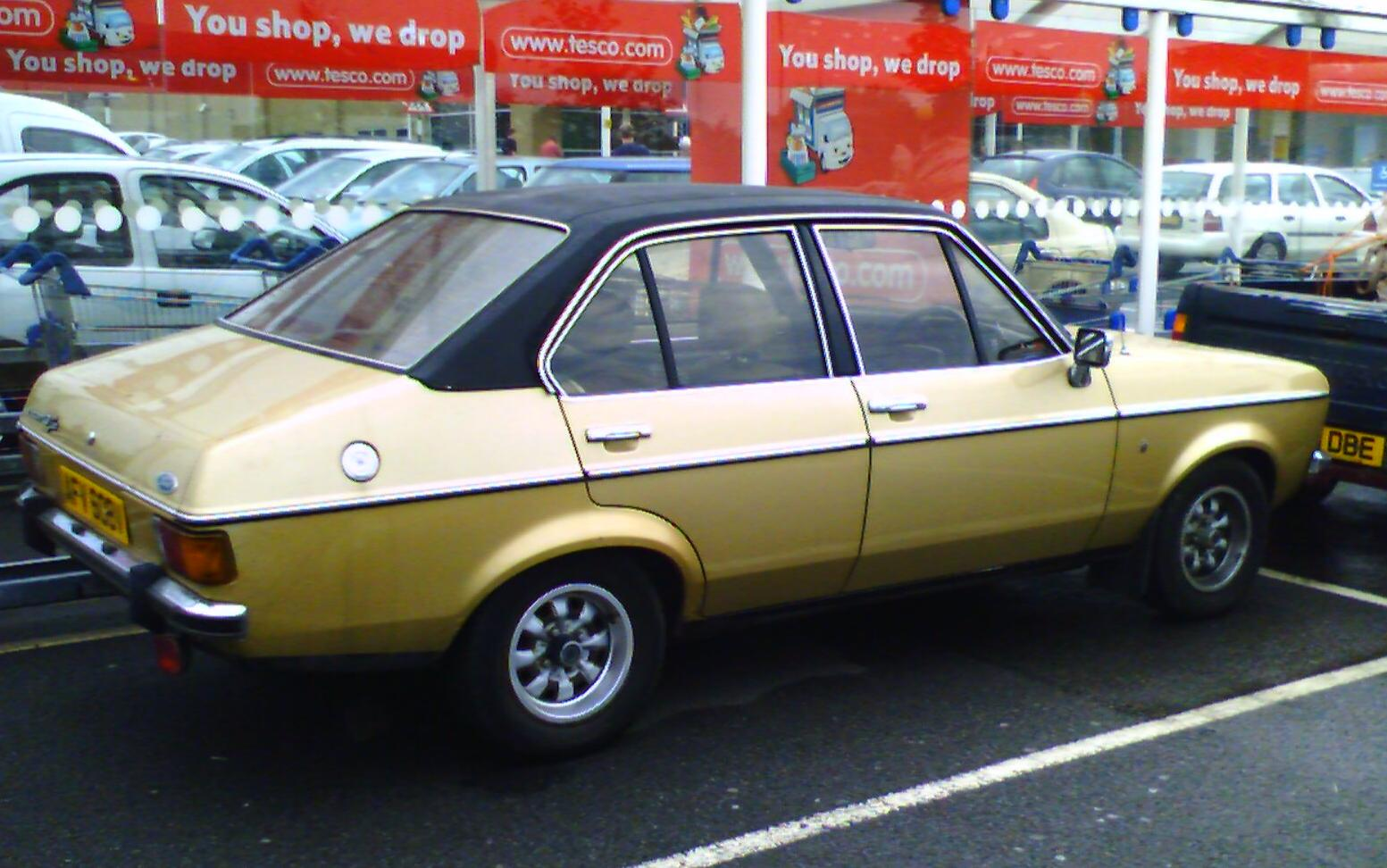
Mk II Ghia av 1980 års modell
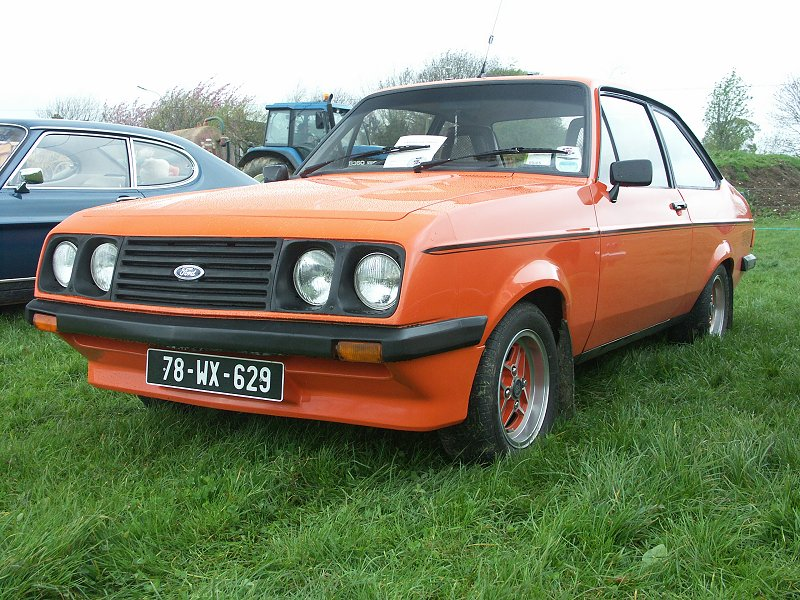
Mk II RS2000
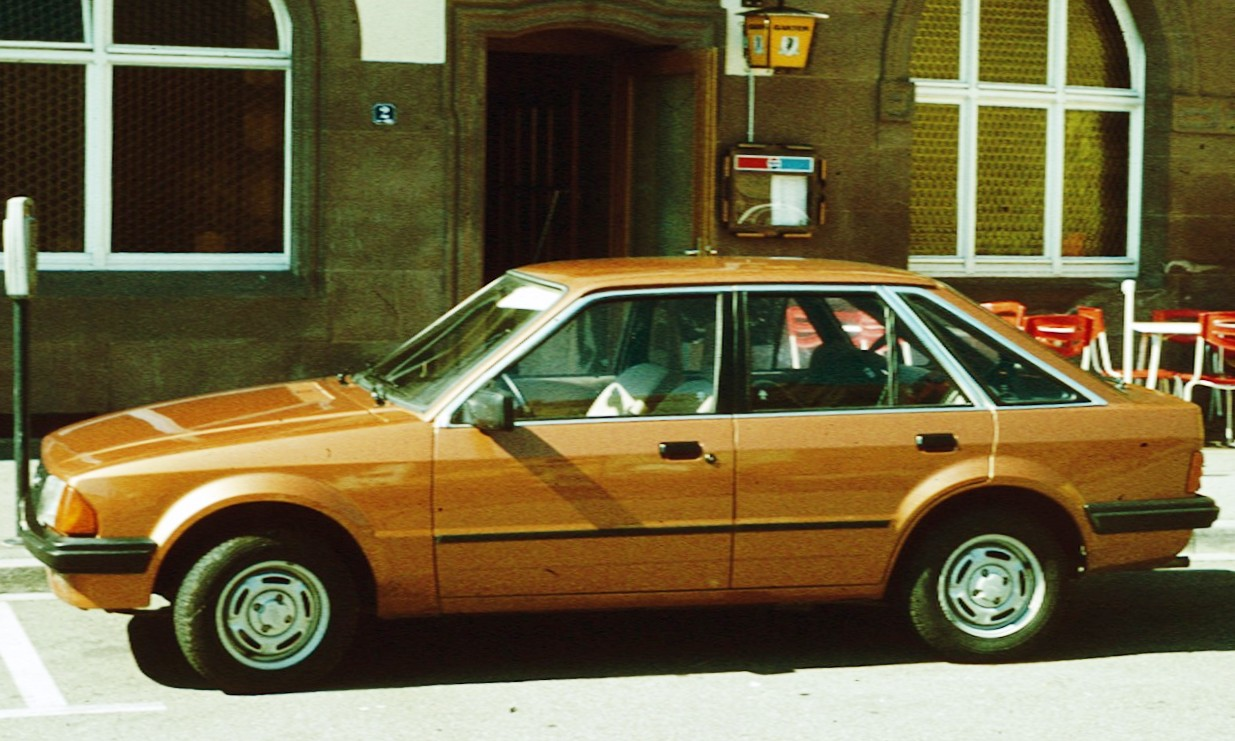
Mk III
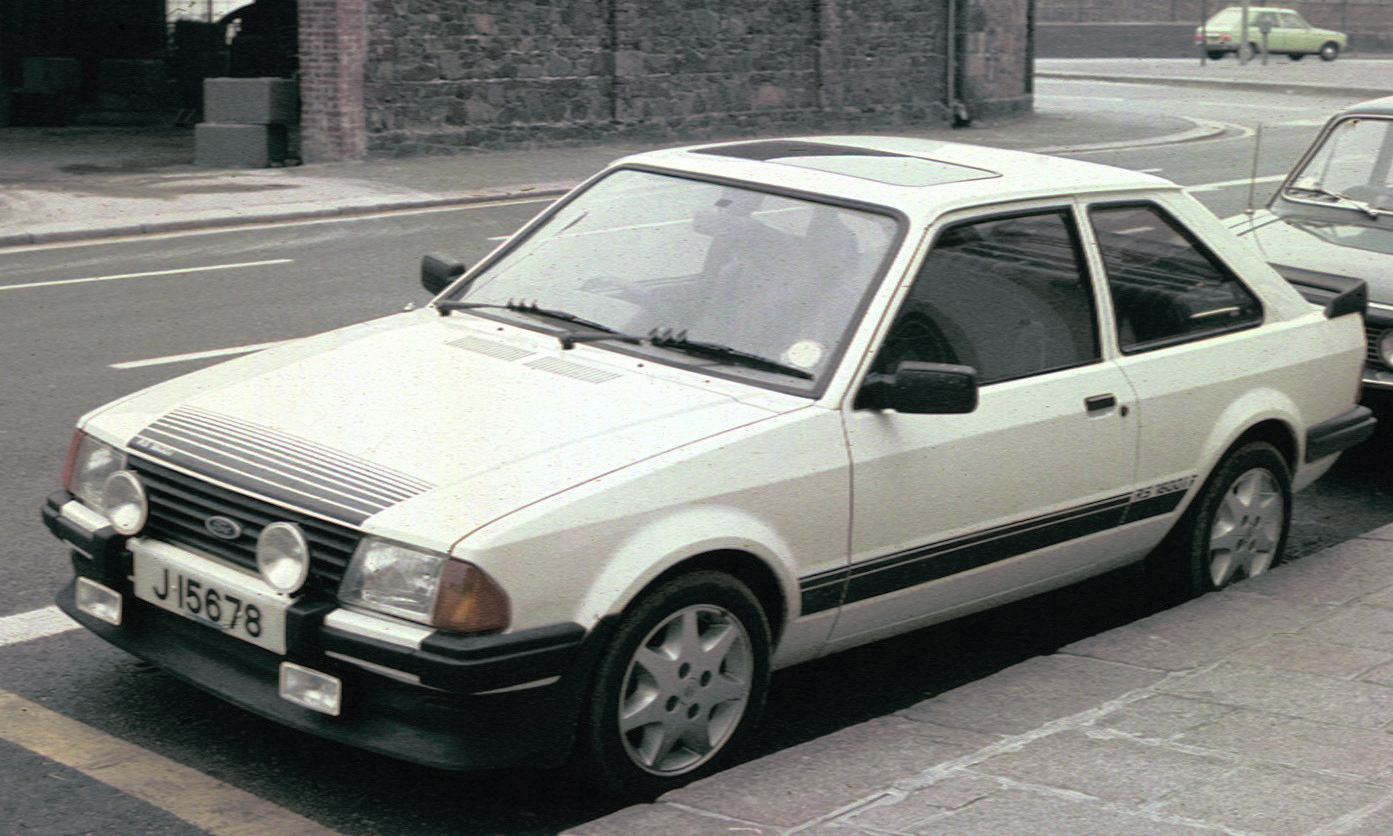
Mk III RS1600i
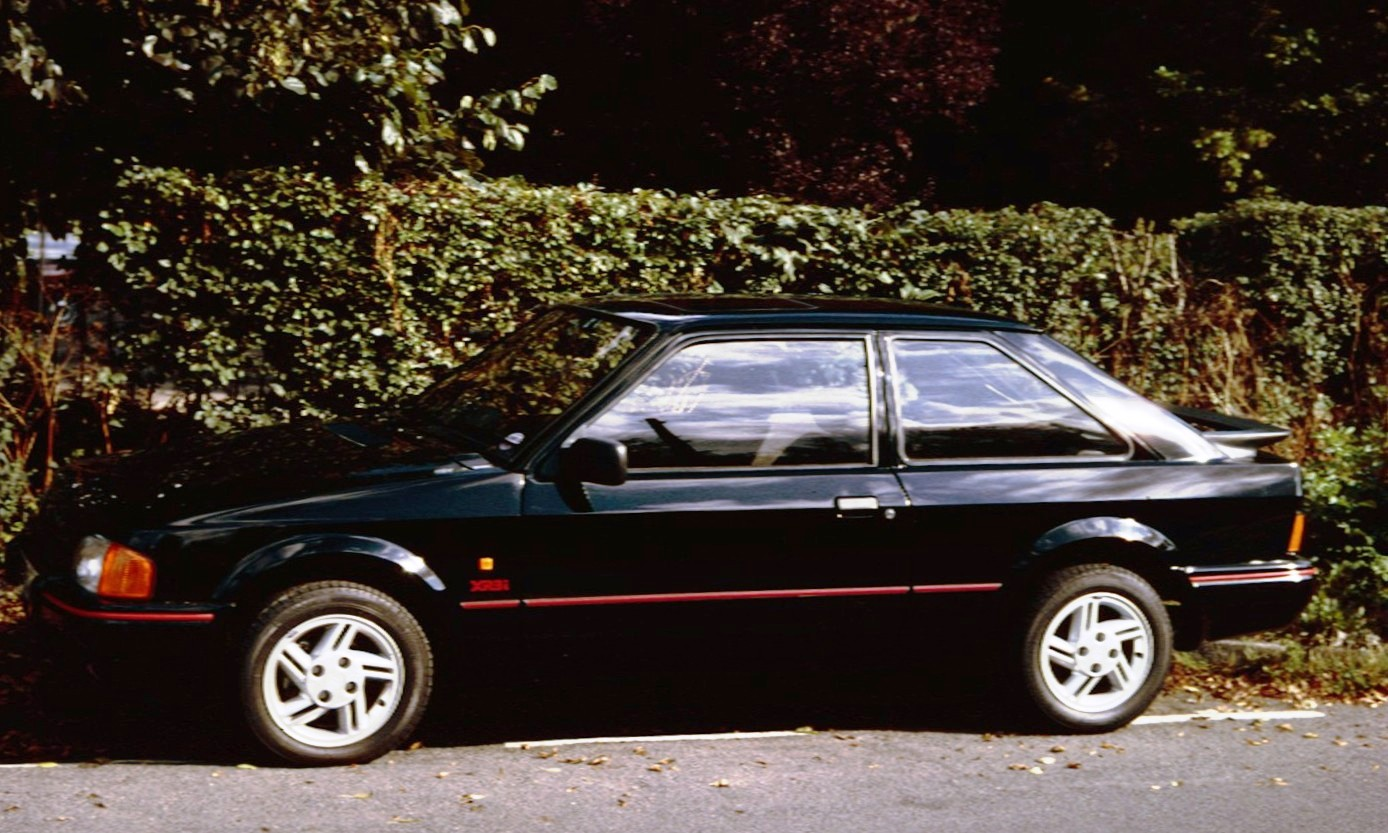
Mk IV XR3i årsmodell 1986
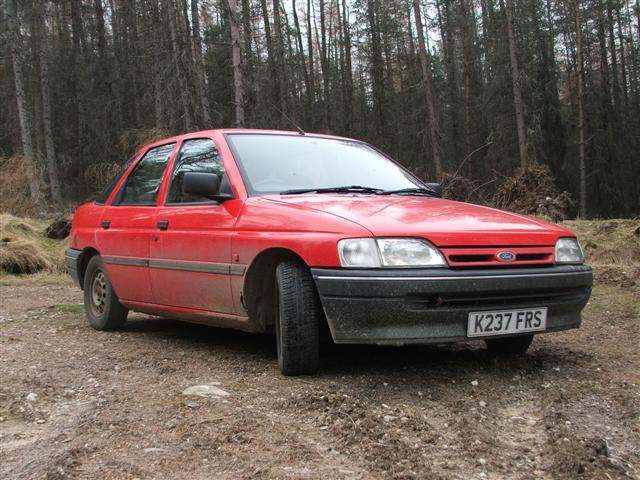
Mk V
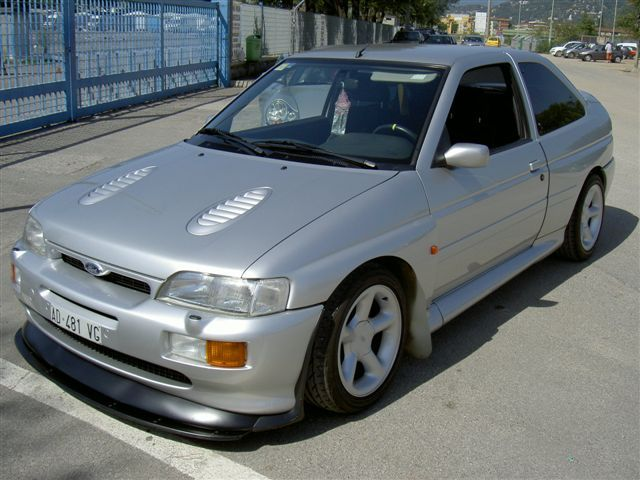
Mk V RS Cosworth
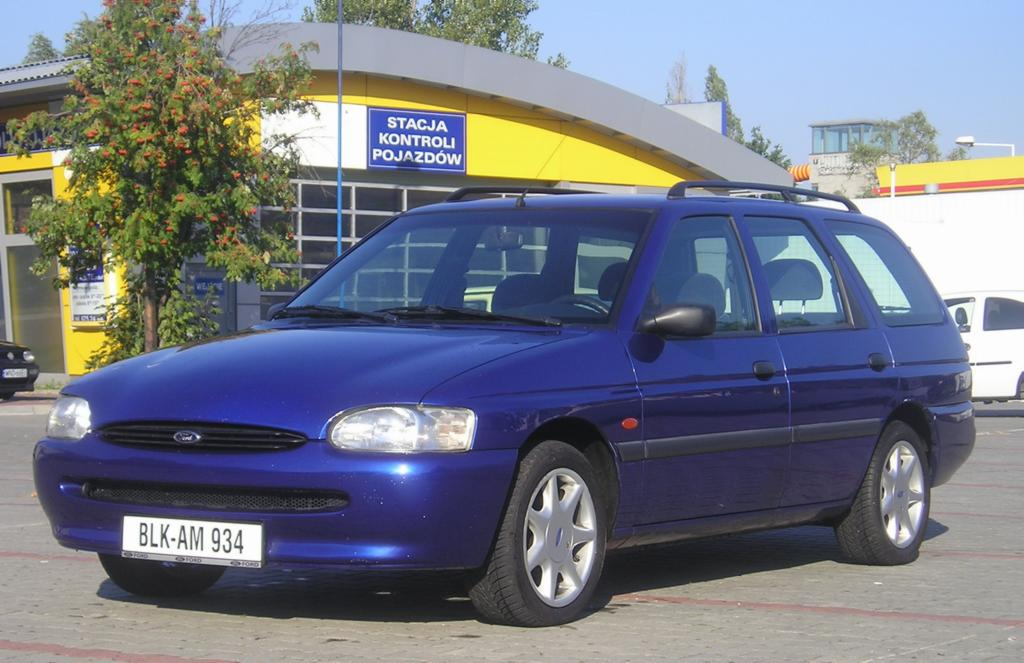
Mk VI
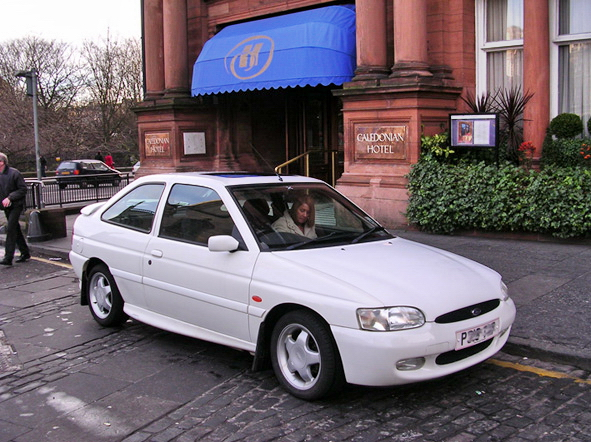
Mk VI RS2000
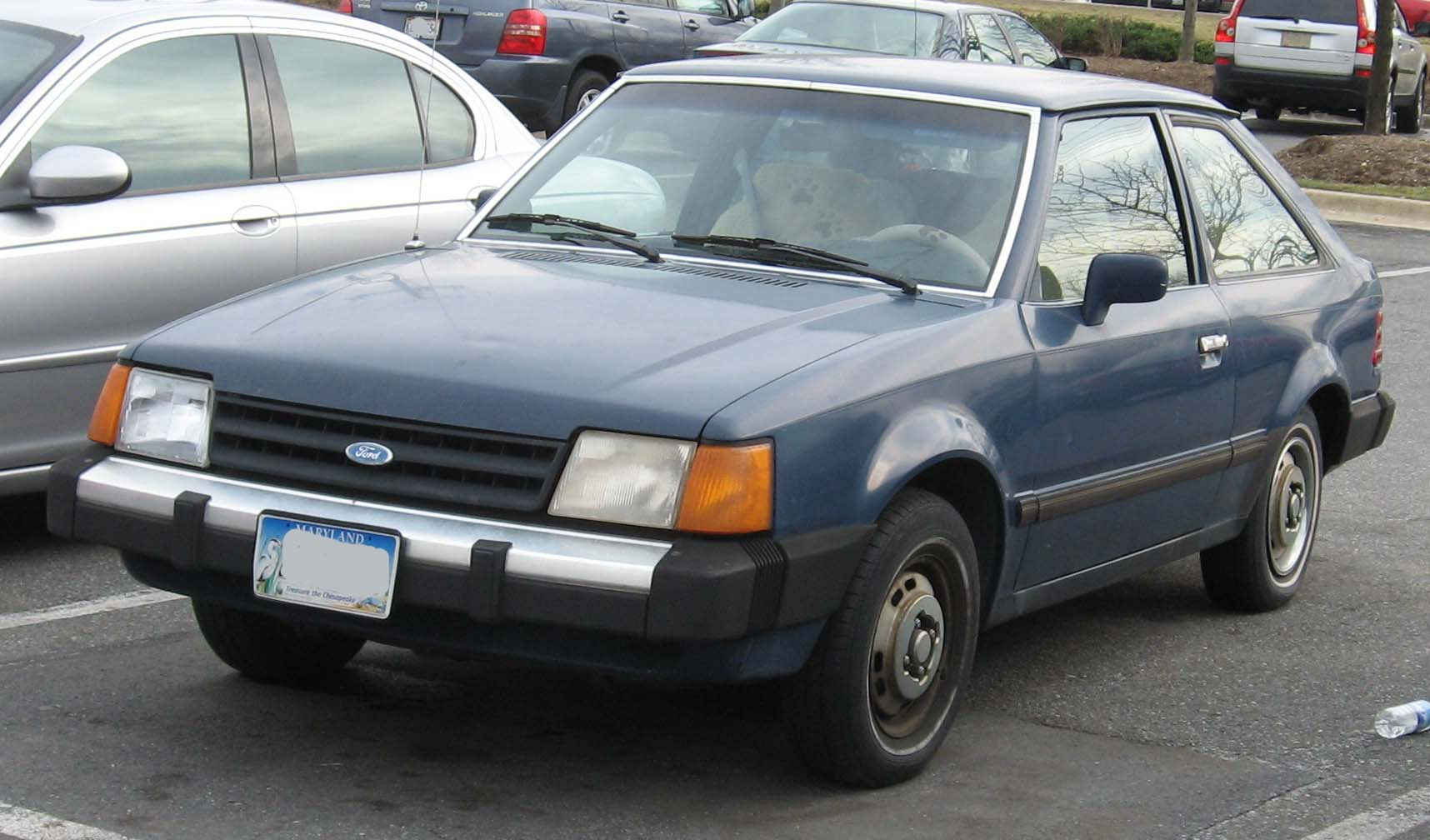
USA-Escort 1985
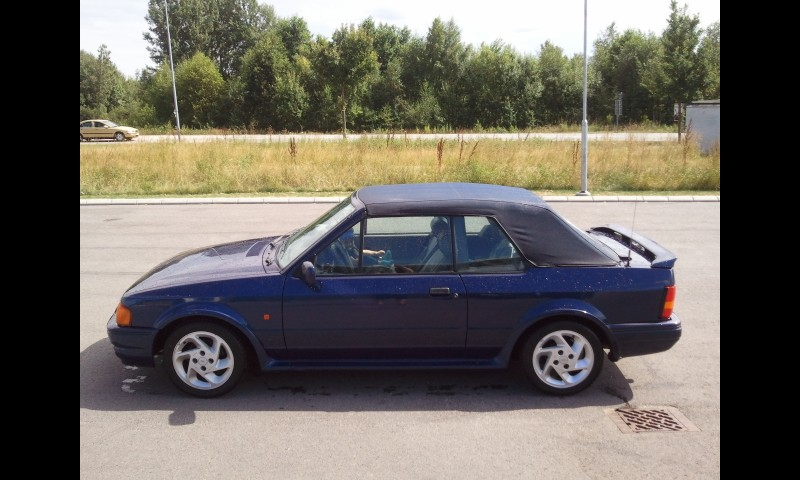
All Blue SE
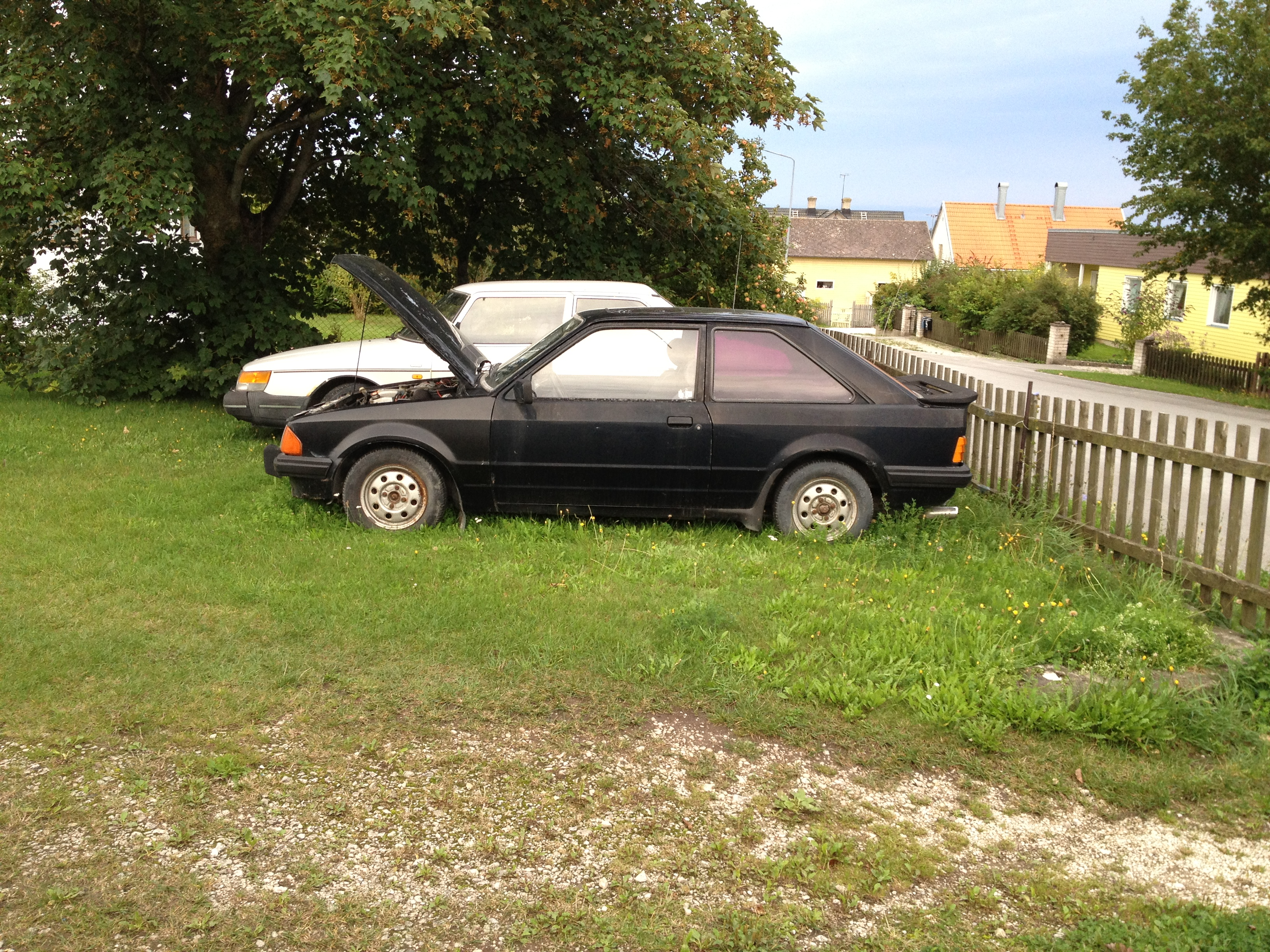
MK III XR3I 1985